# سرچشمه (جم)
سرچشمه روستایی از توابع بخش ریز شهرستان جم استان بوشهر در جنوب ایران.
این روستا در بخش ریز قرار دارد و بر اساس سرشماری سال ۱۳۸۵ جمعیت آن ۳۲۶ نفر بوده است.